# Rich Metals Group
Die Rich Metals Group ist ein georgischer Bergbaukonzern und ist mit seinen beiden Unternehmen JSC RMG Copper (kurz RMG Copper) und RMG Gold LTD (kurz RMG Gold) größter Kupfer-, Gold- und auch Silberproduzent des Landes. Sie betreibt mehrere Bergwerke bei Bolnissi in der Region Niederkartlien.
Die letztendlichen Eigentümer sind unbekannt.

## Geschichte

### RMG Gold
Gegründet wurde das Georgisch-Australische Gemeinschaftsunternehmen Kvartsiti Joint Enterprise im Jahr 1994. Bis 1996 wurden vorbereitende Prospektionen durchgeführt, erstes Gold wurde Anfang April 1997 geschmolzen. 2005 gingen dann JSC Madneuli Georgia und GeoProMining das Joint-Venture mit gleicher Beteiligung ein. Im Juni 2012 wurde es an die RMG transferiert.

### RMG Copper
Im Jahr 1975 nahm die Aufbereitungsanlage Madneuli den Betrieb auf. 1994 wurde sie in die JSC Madneuli überführt und war ab dann im Besitz des georgischen Staates. 2005 wurden Anteile an die Stanton Equities Corporation verkauft. 2012 wurde JSC Madneuli dann an die RMG transferiert.